# Juan Clímaco Vélez
Juan Clímaco Vélez Medellín (Colombia) 19 de febrero de 1898 - Medellín (Colombia), 1944. Fue un Escritor Colombiano.

## Biografía
JUAN CLIMACO VELEZ CARMONA
Fue un poeta, escritor, compositor y dramaturgo Colombiano nacido en Medellín, el 19 de febrero de 1898 y muerto en esa ciudad el 5 de septiembre de 1944 a la edad de 46 años.
sus padres fueron Clímaco Vélez y Justiniana Carmona.
contrajo matrimonio con Carmen Emilia Villalba el 7 de febrero de 1920 a sus 22 años de edad.
de este matrimonio nacieron diez hijos , Darío y Hugo Vélez ; Blanca , Yolanda, Flor, Emilia, Elvia , Noemí, Estela y Helena Vélez.
```
Gracias a vivir en el barrio Villa hermosa , que en ese entonces era las montañas de Medellín , en los círculos literarios de la época fue llamado " EL VATE DE LA MONTAÑA "
```

Poeta y escritor con grandes dotes  e inspirado cultor del verso. fue laureado en Antioquía y Bucaramanga según nos recuerda en sus escritos  Ernesto María González Vélez ( EL vate González ).
la mayoría de su obra poética es escasa y perdida por ahí entre amados recortes de prensa y esquelas de índole familiar.
El mismo VATE GONZALEZ ofrecía propinas de  mucho significado a quien le llevara poesías publicadas o inéditas del laureado Juan Clímaco Vélez.
sin mayores estudios, porque la estrechez económica así lo había planteado según el destino de la vida , ocupaba el cargo de secretario del Juzgado Segundo Superior de Medellín.
La tremenda obligación de ser padre de diez hijos lo llevó a incursionar en el periodismo radial en la Voz del Triunfo, buscando mejores ingresos para su familia.
Autodidacta circunstancial, virtud que heredó a sus hijos, se entregó por entero a la lectura de las obras literarias, autores nacionales y extranjeros así como los clásicos de la literatura, todo paso por su pupila, buscando siempre hacerse a una cultura más amplia que le permitiera mejorar sus recursos literarios para enriquecer su pluma y su estilo.
Fue así, luchando contra todo y abriéndole brechas al destino como logro contribuir a enriquecer las letras de Antioquia para Colombia, al lado de connotados ciudadanos como Pedro Pablo Restrepo López ( León Zafir) Libardo Parra Toro ( Tartarín Moreira ) Juan Roca Lemus ( Rubayata ) entre muchos más.
Entre sus obras se destacan Alma Estelar, Lámpara Azul, Del fondo del odre, Cuentos del Sábado , Campesina así como canciones, cuentos,   madrigales y mucha obra poética más.